# Sobairce
Sobairce, fils d'Ebric et arrière-arrière petit-fils Míl Espáine, est selon les légendes médiévales et la tradition pseudo historique irlandaise un Ard ri Erenn conjoint avec son frère Cermna Finn. 

## Règne
Les deux frères accèdent au pouvoir après que  Cermna ait tué le précédent Ard ri Eochaid Étgudach, lors de la bataille Tara. Ils sont  les premiers Ard ri Erenn  originaires d'Ulaid et ils divisent l'Irlande en deux  avec une frontière courant de  Drogheda à Limerick. Sobairce règne sur la moitié nord à partir de  Sobairce (Dunseverick dans le  Comté d'Antrim), Cermna sur la moitié sud de Dún Cermna (que Keating identifie avec Downmacpatrick dans le  Kinsale, Comté de Cork).
Les deux frères règnent 40 ans. Sobairce  est tué par  Eochaid Menn, le fils du roi des  Fomoires. Cermna est tué la même année  Eochaid Faebar Glas, fils d'un précédent Ard ri  Conmáel, lors de la bataille de Dún Cermna. Le  Lebor Gabála Érenn synchronise leurs règnes avec ceux du roi mythique  Laosthenes en Assyrie et de Roboam dans le  royaume de Juda. La chronologie de  Geoffrey Keating Foras Feasa ar Éirinn date leurs règnes de 1155-1115 av. J.-C., et les Annales des quatre maîtres de 1533-1493 av. J.-C. .

## Source
- (en) Cet article est partiellement ou en totalité issu de l’article de Wikipédia en anglais intitulé « Sobairce » (voir la liste des auteurs), édition du 10 avril 2012.